# Gara Laç
Gara Laç (în albaneză Stacioni Hekurudhor Laç sau Stacioni i Trenit Laç) este gara care deservește orașul Laç din regiunea Lezhë, în Albania.
A fost deschisă pe 7 mai 1963 și a rămas stația terminus a liniei venind dinspre Vorë până în 1981, când a fost finalizată o prelungire de la Laç spre Lezhë.
În anii Republicii Populare Albania, când infrastructura rutieră era puțin dezvoltată, gările Fier și Laç au fost noduri feroviare extrem de circulate de către trenuri transportând minereuri, azotat de amoniu, dar și pasageri. În 1991, Centrul Internațional pentru Dezvoltarea Îngrășămintelor raporta că 80-90% din îngrășămintele produse în Fier și Laç erau transportate pe calea ferată. Deși estimările timpilor de călătorie erau pozitive (spre exemplu, de la Fier la Laç în opt ore), Centrul Internațional considera că metodele de transport nu erau potrivite (marfa era transportată în vagoane neacoperite), necesitând o urgentă revizuire.
Clădirea gării are un singur nivel, iar în interior mai există bănci din perioada construcției. Deși nefolosit de multă vreme, imobilul s-a păstrat într-o stare relativ bună.